# Kalevi Laurila
Kalevi Laurila (Sääksmäki, 5 dicembre 1937 – Kangasala, 13 aprile 1991) è stato un fondista finlandese.

## Palmarès

### Olimpiadi invernali
- Argento a Innsbruck 1964 nella staffetta 4x10 km.
- Bronzo a Grenoble 1968 nella staffetta 4x10 km.

### Mondiali
- Argento a Zakopane 1962 nella staffetta 4x10 km.
- Argento a Oslo 1966 nella staffetta 4x10 km.
- Argento a Oslo 1966 nei 30 km.